# 布赖地区费里耶尔
布赖地区费里耶尔（法語：Ferrières-en-Bray，法語發音：[fɛʁjɛʁ ɑ̃ bʁɛ]），或纯音译作费里耶尔昂布赖，是法国诺曼底大区滨海塞纳省的一个市镇，属于迪耶普区。 

## 地理
布赖地区费里耶尔（49°28'58"N, 1°44'41"E）面积15.88 平方千米，位于法国诺曼底大区滨海塞纳省，该省份为法国北部沿海省份，其西部及北部濒大西洋英吉利海峡，东起顺时针与索姆省、瓦兹省、厄尔省和卡爾瓦多斯省接壤。
与布赖地区费里耶尔接壤的市镇（或旧市镇、城区）包括：阿纳什、埃库尔、圣热尔梅德弗利、圣康坦德普雷、维莱叙欧希、布赖地区古尔奈。

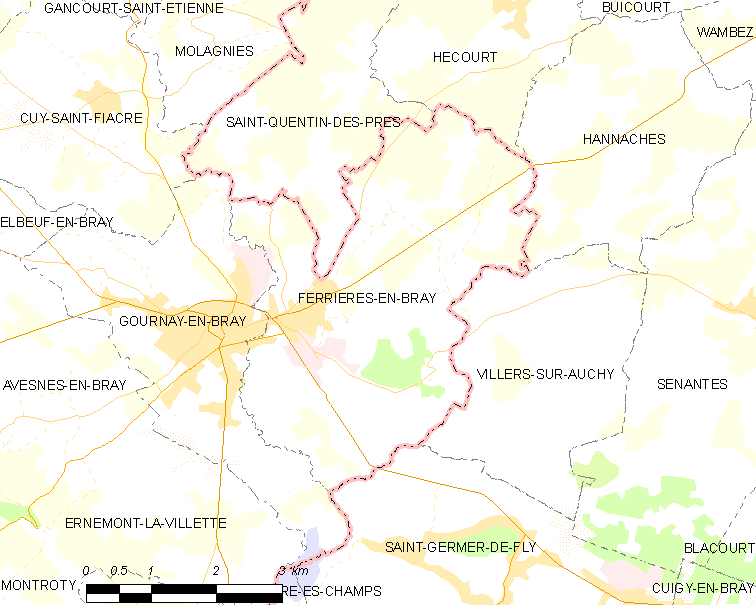
布赖地区费里耶尔的OSM定位图

布赖地区费里耶尔的时区为UTC+01:00、UTC+02:00（夏令时）。

## 行政
布赖地区费里耶尔的邮政编码为76220，INSEE市镇编码为76260。

## 政治
布赖地区费里耶尔所属的省级选区为布赖地区古尔奈县。

## 人口

1962-2008年间布赖地区费里耶尔人口变化图示

布赖地区费里耶尔于2022年1月1日时的人口数量为1675人。